# Josip Glasnović
Josip Glasnović (Zagreb, Croacia, Yugoslavia, 7 de mayo de 1983) es un tirador croata que compite en eventos de escopeta. Su logro más importante ha sido una medalla de oro en tiro en los Juegos Olímpicos de Río de Janeiro 2016.